# 电子科技大学
电子科技大学（英語：University of Electronic Science and Technology of China），简称电子科大或成电（得名于原校名成都电讯工程学院），位于中國四川省成都市，是中华人民共和国教育部直属重点大学。
电子科技大学是中华人民共和国顶尖高校之一，是“双一流A类”和原“985工程”、原“211工程”重点建设大学。电子科大是工商管理硕士协会成员。电子科大于1956年由交通大学（现上海交通大学、西安交通大学）、南京工学院（现东南大学）、华南工学院（现华南理工大学）的电讯工程有关专业合并创建而成，为中国最早的七所重点国防工业院校之一。2017年教育部全国第四轮一级学科评估结果中，“电子科学与技术”学科为A+，“信息与通信工程”学科为A+，“计算机科学与技术”学科为A。

## 校名

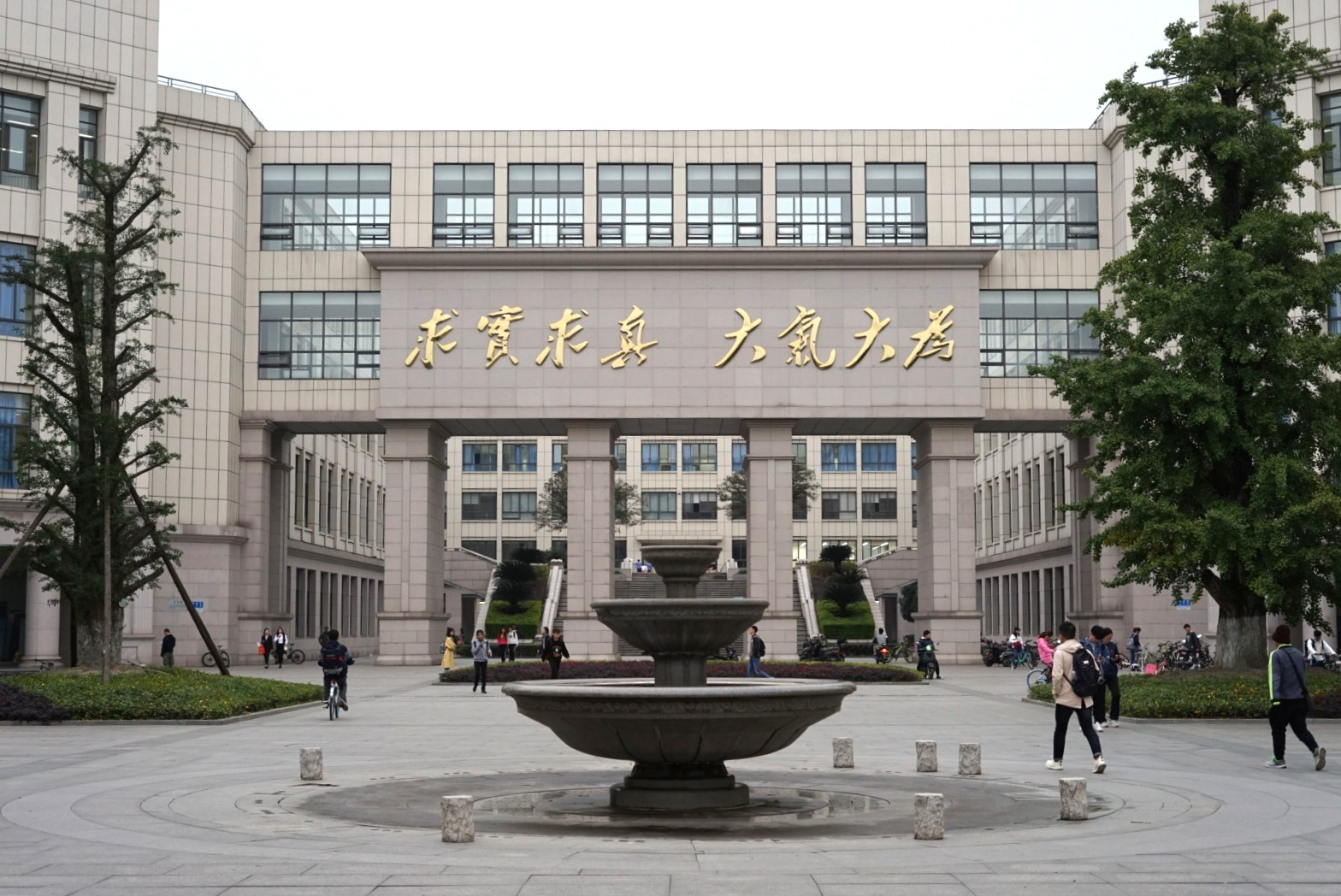
清水河校区品学楼镌刻的校训

学校最初名为“成都电讯工程学院”，校名是在请毛泽东和赵尔陆题写未成的情况下，请中国科学院时任院长郭沫若题写。学校更名“电子科技大学”后，郭沫若已经逝世。新的校名采用郭沫若的集字拼凑而成。

## 历史

### 创建

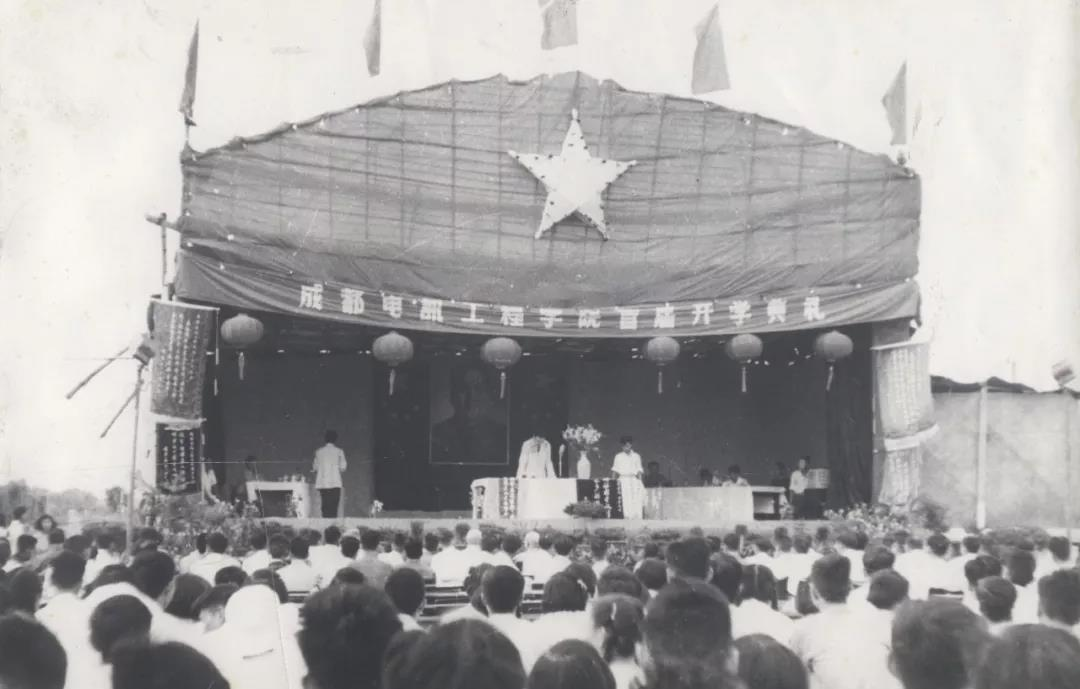
电子科技大学（时称成都电讯工程学院）首届开学典礼

1955年，考虑到当时紧张的国际局势以及内地教育资源的匮乏，国务院发布的第一个五年计划的报告中指出：“高等学校尤其是高等工业学校过分地集中在沿海城市……内地的高等学校应该按照合理的部署，逐步地建设起来。”3月，毛泽东在中共全国代表会议的开幕词中指出：东南沿海各大城市要压缩人口、动员疏散，重要的工厂、学校准备内迁。3月30日，高等教育部党组向周恩来呈送了报告，提出将交通大学、南京工学院（现东南大学）、华南工学院（现华南理工大学）的电子信息类学科合并，在成都建立无线电工程学院。5月，国务院决定由高等教育部和第二机械工业部负责筹建成都无线电技术学院。7月5日得到批准。9月19日，校名定为“成都电讯工程学院”。1956年9月29日，学校正式举行开学典礼。:98-100页

### 发展
电子科大成立以来，随着国务院机构改革的进程，先后归属二机部、一机部、三机部、四机部、电子工业部、机械电子工业部、电子工业总公司、信息产业部负责管理。1960年被列为全国重点高等学校。1961年划归国防部国防科学技术委员会管理，被确定为七所国防工业院校之一。1970年划归四机部和解放军总参通信兵部共同管理。1988年更名为电子科技大学。1997年被确定为国家首批“211工程”建设的重点大学。1998年，国家冶金部所属成都冶金干部管理学院并入电子科技大学。2000年由原信息产业部主管划转为教育部主管。2001年进入国家“985工程”重点建设大学行列。2017年进入国家建设“世界一流大学”A类高校行列。

### 定位
建校之初，学校定位为为中国培养无线电工业干部（人才）的主要基地，重点为中国无线电工业部门培养专业技术人才， 1982年以来，学校先后增设了管理学、经济学、法学、文学等学科专业。目前，电子科技大学设有23个学院（部），4个研究院，2个独立学院，形成了从本科到硕士研究生、博士研究生等多层次、多类型的人才培养格局，成为一所完整覆盖整个电子信息类学科，以电子信息科学技术为核心，以工为主，理工渗透，理、工、管、文、医协调发展的多科性研究型大学。

## 现状

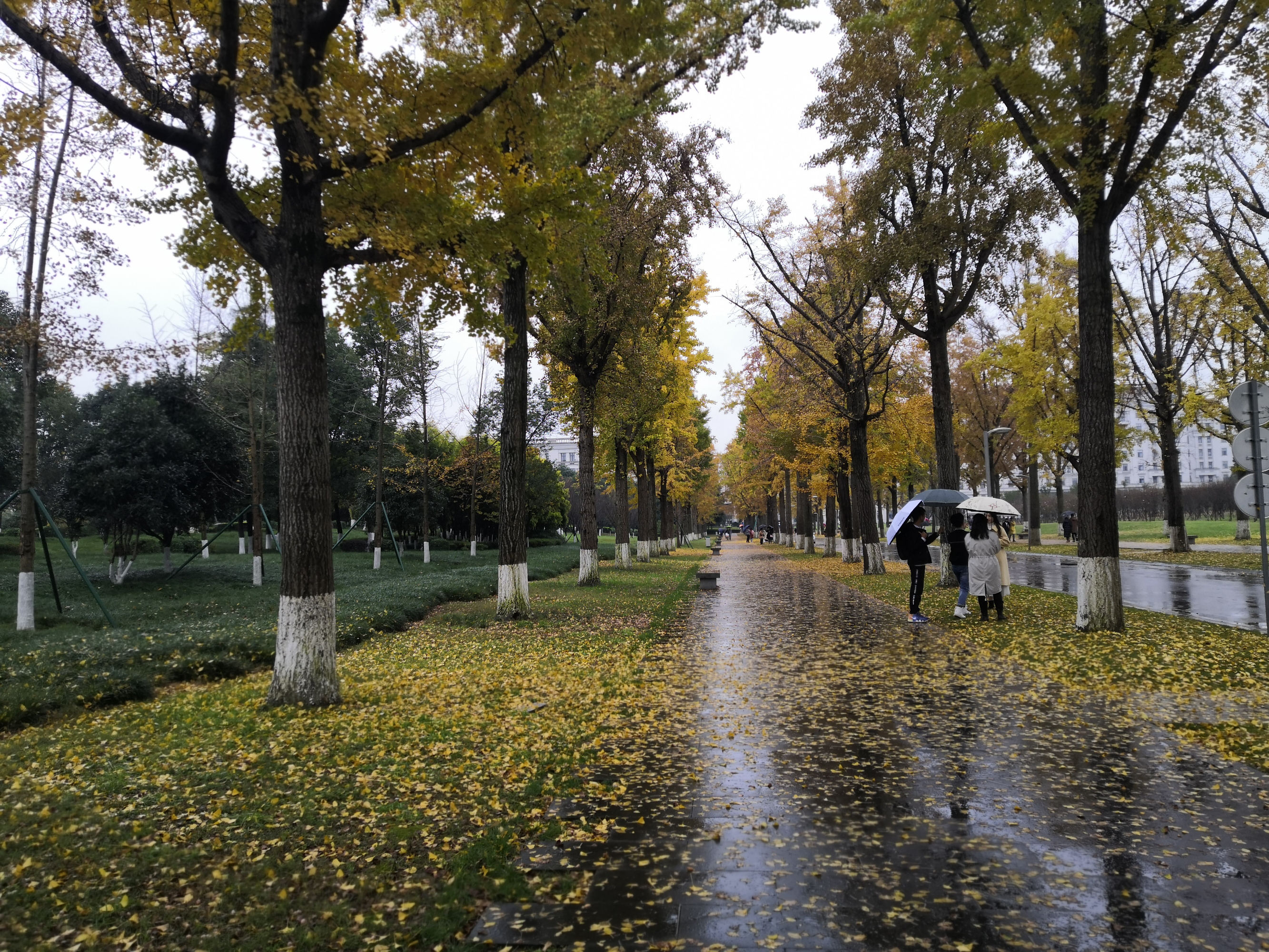
清水河校区银杏大道

学校占地4100余亩，有四个校区（清水河校区，沙河校区、九里堤校区和永宁校区），校舍总建筑面积139万余平方米，设有研究生院和23个学院（部），和继续教育学院、网络教育学院以及电子科技大学成都学院、电子科技大学中山学院两个独立学院。现有在读本、硕、博学生40000余人。全校教职工3800余人，其中专任教师2500余人，教授660余人。截至目前，现有国家级杰出人才总量超过300人，其中中国科学院、中国工程院、欧洲科学院等海内外院士8人，IEEE Fellow 20人，“万人计划”入选者21人（含“青年拔尖人才计划”12人）,国家特聘专家162人（含青年特聘专家入选者90人），“长江学者”37人，杰青、卓青、优青获得者36人，国家教学名师4人，国家百千万人才工程入选者12人，全球高被引科学家18人。
学校现有2个国家一级重点学科（所包括的6个二级学科均为国家重点学科）、2个国家重点（培育）学科；一级学科博士学位授权点19个，一级学科硕士学位授权点31个，博士专业学位授权点4个、硕士专业学位授权点12个。设有博士后流动站15个。在第四轮全国一级学科评估中，学校4个学科获评A类，其中电子科学与技术、信息与通信工程两个学科为A+，A+学科数并列西部高校第一。学校工程学、材料科学、物理学、计算机科学、化学、神经科学与行为学、生物学与生物化学7个学科进入ESI前1%，其中工程学自2016年7月以来一直处于ESI前1‰，并已进入世界前100名。

## 个人捐赠
2016年9月，1986级校友博恩集团董事长熊新翔向母校捐资10.3亿人民币设立“博恩教育发展基金”（分10年完成），创造了中国校友捐赠的单笔最高纪录。

## 师资力量
学校大力实施“人才强校”战略，现有教职工3800余人，其中专任教师2300余人，教授500余人。截至目前，我校现有国家级杰出人才总量（不重复计算）达267人，其中两院院士11人，IEEE Fellow 22人，“万人计划”入选者17人（含“青年拔尖人才计划”9人）,“千人计划”入选者145人（含“青年千人计划”入选者77人），“长江学者”40人，杰青、卓青、优青获得者32人，国家教学名师4人，国家百千万人才工程入选者11人，中国青年科技奖获得者4人，全球高被引科学家11人，Elsevier中国高被引学者27人。

## 校歌
电子科技大学并无校歌，但有一官方认定的代校歌《年华似锦》。2015年11月，大学向全校师生、校友及社会人士公开征集校歌、校园歌曲。然而实际上代校歌和征集中获奖的作品并无关联，《年华似锦》实为建校60周年总结大会的主题曲。

## 校区

### 沙河校区（老校区）

#### 图书馆
电子科技大学图书馆始建于1956年，主要汇集了当时上海交通大学、南京工学院、华南工学院三所高校图书馆的电子类文献。1959年9月，图书馆大楼建成，面积5778平方米，阅览座位1500个。1966年，藏书达到41万册。1980年，图书馆新大楼落成，建筑面积7395平方米。1983年，藏书量达到78.9万册。:1001-1002页

#### 润新学生公寓
润新学生公寓曾是电子科技大学沙河校区最大的学生公寓，可容纳近万人。所以也被称作是“万人公寓”，学生戏称“万人坑”。位于成都市成华区建设巷，由三幢12层高的电梯公寓楼组成，包括一个名字为“银杏”的食堂，现已作为成人教育学生公寓。新校区启用后，沙河校区的本科和研究生均安排居住在校内公寓和欣苑公寓。

### 清水河校区（新校区·本部）

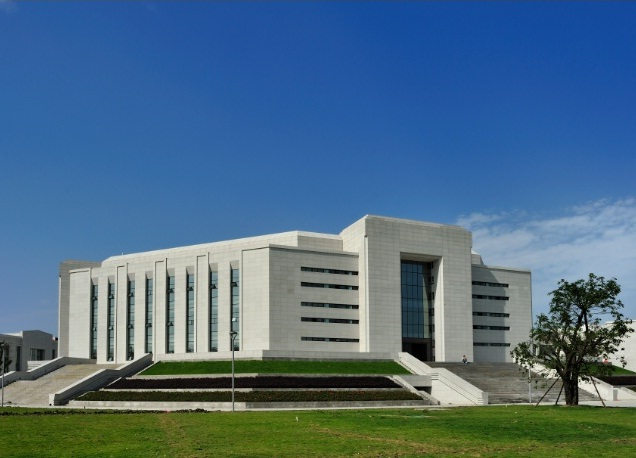
清水河校区的图书馆

#### 图书馆
清水河校区图书馆新建于2009年6月，建筑面积5.2万余平方米。

## 院系设置

### 学院
| - 信息与通信工程学院 - 电子科学与工程学院 - 材料与能源学院 - 机械与电气工程学院 - 光电科学与工程学院 - 自动化工程学院 - 资源与环境学院 - 计算机科学与工程学院（网络空间安全学院） - 信息与软件工程学院（示范性软件学院） - 航空航天学院 - 数学科学学院 - 物理学院 - 医学院 | - 生命科学与技术学院 - 经济与管理学院 - 公共管理学院 - 外国语学院 - 马克思主义学院 - 格拉斯哥学院 - 体育部 - 英才实验学院（未来技术学院） - 电子科技大学（深圳）高等研究院 - 集成电路科学与工程学院（示范性微电子学院） - 格拉斯哥海南学院 - 继续教育学院（职业教育学院、网络教育学院） - 卓越工程师学院 |

### 独立学院

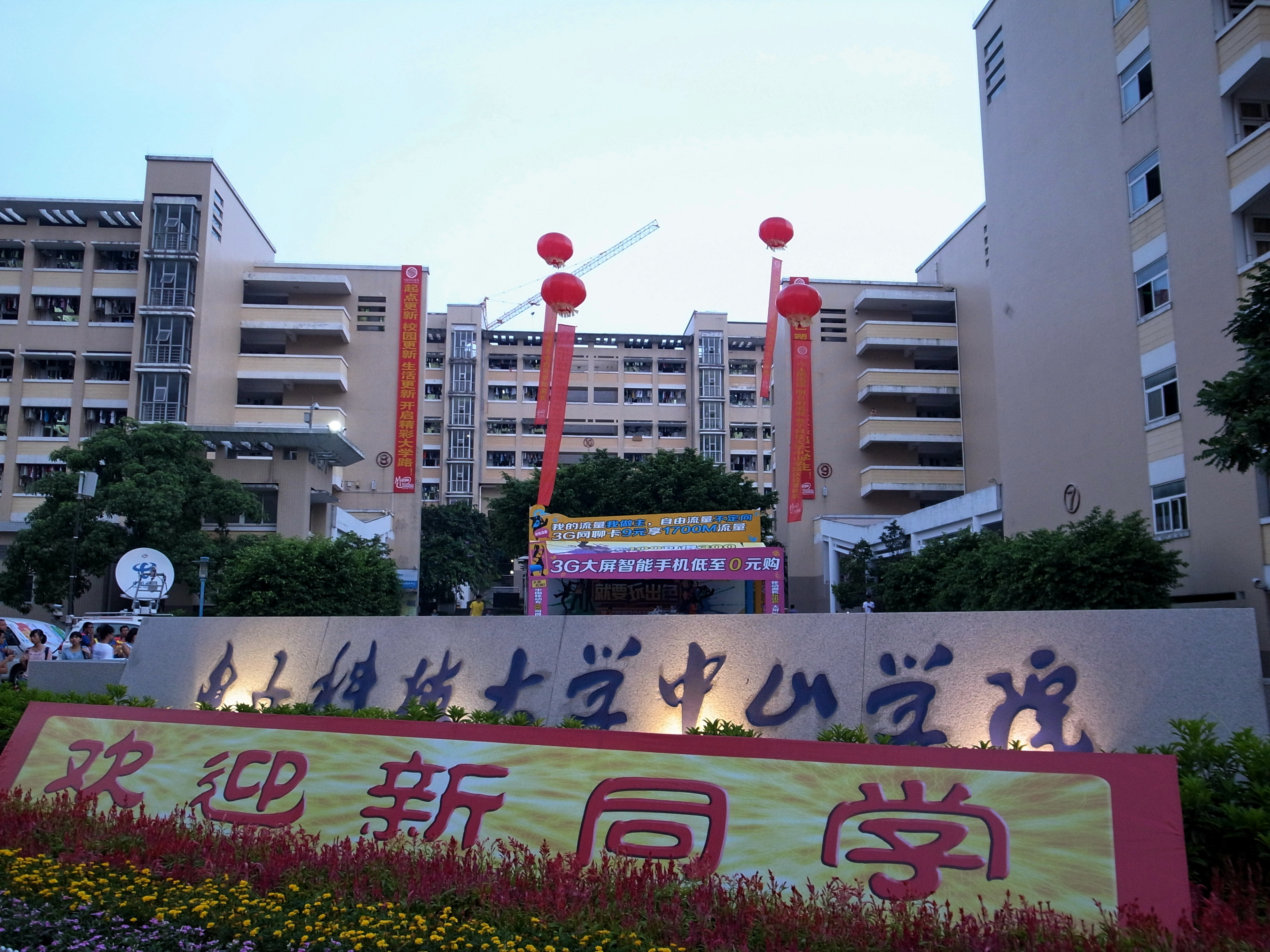
电子科技大学中山学院北门

- 成都学院
- 中山学院

### 研究院
| - 基础与前沿研究院 - 通信抗干扰全国重点实验室 - 电子科学技术研究院 - 电子科技大学广东电子信息工程研究院 - 电子科技大学成都研究院 - 先进毫米波技术集成攻关研究院 - 电子信息发展战略研究院 - 人文社科高等研究院 | - 电子薄膜与集成器件全国重点实验室 - 智能计算研究院 - 电子科技大学绛溪研究院 - 电子科技大学宜宾研究院 - 电子科技大学重庆微电子产业技术研究院 - 电子科技大学长三角研究院（衢州） - 电子科技大学长三角研究院（湖州） |

### 国家级科研机构
- 电子薄膜与集成器件全国重点实验室
- 国家电磁辐射控制材料工程技术研究中心
- 国家高端航空装备技术创新中心
- 提升政府治理能力大数据应用技术国家工程研究中心
- 云操作系统研发与应用国家地方联合工程研究中心
- 下一代互联网数据处理技术国家地方联合工程实验室
- 互联网教育系统技术及应用国家工程实验室
- 通信抗干扰全国重点实验室
- 微波电真空器件国家级重点实验室
- 极高频复杂系统重点学科实验室
- 智能协同计算技术国家级重点实验室

## 知名校友
- 林为干，院士
- 刘盛纲，院士
- 李乐民，院士
- 李小文，院士
- 邓龙江，院士
- 李陟，院士
- 祝宁华，院士
- 张宏科，院士
- 吴剑旗，院士
- 孫亞芳，華為首任董事長
- 席政，中国神舟五号飞船北京航天指挥中心主任
- 贾廷安，上将，中国人民解放军总政治部副主任
- 李世鹤，中国3G之父,大唐电信首席科学家
- 万明坚，TCL移动的创始人
- 丁磊，网易董事长
- 刘永言，希望集团董事长
- 王德铭，启明软件CEO
- 王东升，京东方董事长
- 梁荣，康佳集团总裁
- 李正茂，中国联通执行总裁
- 花欣，迈普集团总裁
- 何然，国腾集团总裁
- 王凤朝，前长虹集团执行总裁、四川省副省长，2020年起任成都市市长
- 王柏华，浪潮软件CEO
- 陆焕文，厦新电子总裁
- 陈亚平，华晶集团总经理
- 王国平，鼎天集团CEO
- 张齐春，东方通科技有限公司董事长
- 赵剑，金证科技股份有限公司总裁
- 邱才明，威斯康通信技术有限公司总裁和首席科学家
- 翟永明，诗人
- 郁可唯，2002年入读电子科大外国语学院英语专业，2009年“快乐女声”全国第4名
- 黃鋭，原際畫文化傳媒有限公司創辦人
- 金湘军，山西省省长，省委副书记
- 伍浩，国家发展与改革委员会秘书长